# Christoph Knoblauch
Christoph Knoblauch (* 1980) ist Professor für Religionspädagogik.

## Leben
Von 2001 bis 2006 studierte er an der Universität Tübingen und der California State University, Los Angeles in den Fächern katholische Theologie, Anglistik und Sportwissenschaft (Staatsexamen). 2005 war er Assistant Teacher an der Chelmsford County Highschool. Nach der Promotion (2007–2010) in Tübingen war er von 2010 bis 2011 Studienrat am Kepler-Gymnasium Reutlingen. Von 2011 bis 2016 lehrte er als Juniorprofessor für Religionspädagogik und frühkindliche Bildung an der PH Freiburg. 2012/2014/2016 war er Gastprofessor an der York University. 2015 war er Gastprofessor an der Stetson University. Von 2016 bis 2018 leitete er die Abteilung Frühe Bildung am KIBOR. Nach der Habilitation 2018 an der Universität Tübingen war er Gastprofessor an der Ambedkar University Delhi. Seit 2018 lehrt er als Professor für Religionspädagogik an der PH Ludwigsburg.
Seine Arbeitsschwerpunkte sind religiöser und interreligiöser Kompetenzerwerb, interreligiöse Bildung (Religionsunterricht und Frühe Bildung), kulturelle und religiöse Vielfalt in Bildungskontexten, bildungsphilosophische Grundfragen, religionssensible Bildung und internationale Perspektiven der Religionspädagogik.

## Werke (Auswahl)
- Interreligiöser Dialog beginnt an den Wurzeln. Religionsunterricht und Religious Studies auf der Suche nach interreligiösem Verständnis. Eine Analyse und empirisch-explorative Vergleichsstudie beider Konzeptionen  (= Glaubenskommunikation Reihe Zeitzeichen. Band 27). Schwabenverlag, Ostfildern 2011, ISBN 978-3-7966-1531-3 (zugleich Dissertation, Tübingen 2010).
- mit Nina Kölsch-Bunzen und Regine Morys: Kulturelle Vielfalt annehmen und gestalten. Eine Handreichung für die Umsetzung des Orientierungsplans für Kindertageseinrichtungen in Baden-Württemberg. Herder, Freiburg im Breisgau 2015, ISBN 3-451-34893-4.
- Potentiale religiöser und interreligiöser Kompetenzentwicklung in der frühkindlichen Bildung, Münster 2019, ISBN 978-3-8309-3967-2.